# Khánh An
 (juillet 2013).
Si vous disposez d'ouvrages ou d'articles de référence ou si vous connaissez des sites web de qualité traitant du thème abordé ici, merci de compléter l'article en donnant les références utiles à sa vérifiabilité et en les liant à la section « Notes et références ».
Khánh An est une commune vietnamienne du district de U Minh, dans la province de Cà Mau, dans la région du Delta du Mékong. La superficie est de 155,98 km2 et la population en 2008 est de 14 017 habitants.
La commune est à 14 kilomètres au nord-ouest du chef-lieu provincial Cà Mau.
Il y a 10 villages dans la commune.
Le complexe de gaz-électricité-engrais de Cà Mau est situé ici.
Le parc national de U Minh Hạ, créé en 2006, est situé en partie dans cette commune.